# 稲生 (鈴鹿市)
稲生（いのう）は、三重県鈴鹿市にある地名。現行行政地名は稲生一丁目から稲生四丁目。

## 地理
鈴鹿市の南部に位置し、南東に稲生塩屋と稲生こがね園、西に稲生西、他は稲生町と接している。

## 歴史
下記以前は稲生村 (三重県)#歴史を参照。
- 1988年（昭和63年）11月1日 - 住居表示の設定に伴い、稲生町の一部を分離し、設置[1]。

## 世帯数と人口
2019年（令和元年）6月30日現在の世帯数と人口は以下の通りである。
| 丁目       | 世帯数  | 人口    |
| ---------- | ------- | ------- |
| 稲生一丁目 | 231世帯 | 712人   |
| 稲生二丁目 | 269世帯 | 766人   |
| 稲生三丁目 | 183世帯 | 367人   |
| 稲生四丁目 | 114世帯 | 244人   |
| 計         | 797世帯 | 2,089人 |

### 人口の変遷
国勢調査による人口の推移。
| 1995年（平成7年）  | 1,101人 | [ 6 ]  |  |
| 2000年（平成12年） | 1,322人 | [ 7 ]  |  |
| 2005年（平成17年） | 1,469人 | [ 8 ]  |  |
| 2010年（平成22年） | 1,736人 | [ 9 ]  |  |
| 2015年（平成27年） | 1,962人 | [ 10 ] |  |

### 世帯数の変遷
国勢調査による世帯数の推移。
| 1995年（平成7年）  | 339世帯 | [ 6 ]  |  |
| 2000年（平成12年） | 465世帯 | [ 7 ]  |  |
| 2005年（平成17年） | 507世帯 | [ 8 ]  |  |
| 2010年（平成22年） | 583世帯 | [ 9 ]  |  |
| 2015年（平成27年） | 678世帯 | [ 10 ] |  |

## 学区
市立小・中学校に通う場合、学区は以下の通りとなる。
| 丁目       | 番・番地等 | 小学校             | 中学校             |
| ---------- | ---------- | ------------------ | ------------------ |
| 稲生一丁目 | 全域       | 鈴鹿市立稲生小学校 | 鈴鹿市立白子中学校 |
| 稲生二丁目 | 全域       | 鈴鹿市立稲生小学校 | 鈴鹿市立白子中学校 |
| 稲生三丁目 | 全域       | 鈴鹿市立稲生小学校 | 鈴鹿市立白子中学校 |
| 稲生四丁目 | 全域       | 鈴鹿市立稲生小学校 | 鈴鹿市立白子中学校 |

## 交通
- 三重県道645号上野鈴鹿線

## 施設
- 鈴鹿市立稲生小学校
- JA鈴鹿 稲生支店

## その他

### 日本郵便
- 郵便番号 : 510-0205[4]（集配局：白子郵便局[12]）。